# Miloslav Vecker
Miloslav Vecker (10. prosince 1923 – ???) byl český a československý politik Komunistické strany Československa, poúnorový poslanec Národního shromáždění ČSR a svazácký funkcionář.

## Biografie
Zastával četné stranické a veřejné posty. Do roku 1960 působil jako předseda Československého svazu mládeže. Zvolen jím byl na 2. celostátním sjezdu ČSM v únoru 1955 a potvrzen na 3. sjezdu v prosinci 1958. K roku 1954 se profesně uvádí jako 1. tajemník ÚV ČSM.
10. sjezd KSČ ho zvolil za člena Ústředního výboru Komunistické strany Československa. 11. sjezd KSČ a 12. sjezd KSČ ho ve funkci potvrdil. 13. sjezd KSČ ho zvolil na post člena Ústřední kontrolní a revizní komise KSČ. V této funkci ho potvrdil 14. sjezd KSČ, 15. sjezd KSČ, 16. sjezd KSČ a 17. sjezd KSČ. Od listopadu 1968 do května 1971 byl členem Byra pro kontrolní a revizní práci v českých zemích. Od listopadu 1988 do roku 1989 zastával funkci člena Komise pro kontrolní a revizní činnost KSČ v České socialistické republice, přičemž od listopadu 1988 do roku 1989 této komisi předsedal.
Ve volbách roku 1954 byl zvolen za KSČ do Národního shromáždění ve volebním obvodu Ústí nad Labem. V parlamentu setrval do konce funkčního období, tedy do voleb roku 1960.